# Dibuix del Baptisme de Crist
El Dibuix del Baptisme de Crist és un dels escassos dibuixos d'El Greco que han arribat fins als nostres dies. Aquest dibuixos no están numerats en el catàleg raonat d'obres d'aquest artista, realitzat per Harold Wethey.

## Anàlisi de l'obra
Sanguina sobre paper; 40 x 25 cm.; 1596 circa ; col·lecció privada;
Amb molta probabilitat, aquest dibuix és un esbós, o bé una còpia, de la figura de Jesús, a la part inferior esquerra del Baptisme de Crist (Retaule de María de Aragón), que es conserva actualment en el Museu del Prado, a Madrid. Els contorns són un tant insegurs i están reforçats.